# National Football League 2013 (Figi)
La NewWorld National Football League 2013 è la 37ª edizione del massimo campionato di calcio delle Figi chiamata anche Fiji Sun/GP Batteries National Football League. La stagione inizierà Domenica 13 gennaio 2013 e terminerà il 31 luglio 2013. Le gare si disputano alternatamente fra le 10 squadre al sabato e alla domenica.
A differenza degli anni precedenti quest'anno non sarà solo la squadra vincente a disputare la coppa continentale ovvero OFC Champions League, ma potrà presenziare anche la seconda qualificata.
Per quanto riguarda la retrocessione, cambierà il sistema a seguito della riforma che farà passare il campionato da 10 a 8 squadre per la prossima stagione, così facendo le squadre retrocesse saranno 2 con l'eliminazione degli spareggi promozione e l'impossibilità per la vincente della seconda divisione di essere promossa.

## Squadre partecipanti
| Club     | Città    | Stadio               | Capacità | Stagione 2012                |
| -------- | -------- | -------------------- | -------- | ---------------------------- |
| Ba       | Ba       | Govind Park          | 13.500   | 1º National Football League  |
| Labasa   | Labasa   | Subrail Park         | 10.000   | 8º National Football League  |
| Lautoka  | Lautoka  | Churchill Park       | 18.000   | 4º National Football League  |
| Nadi     | Nadi     | Prince Charles Park  | 10.000   | 3º National Football League  |
| Nadroga  | Sigatoka | Lawaqa Park          | 12.000   | 6º National Football League  |
| Navua    | Navua    | Thomson Park         | 1.000    | 7º National Football League  |
| Rewa     | Nausori  | Ratu Cakobau Park    | 8.000    | 5º National Football League  |
| Savusavu | Savusavu | Ganilau Park         | 500      | 10º National Football League |
| Suva     | Suva     | TFL National Stadium | 15.000   | 2º National Football League  |
| Tavua    | Tavua    | Garvey Park          | 1.000    | 9º National Football League  |

## Classifica
|  |     | NewWorld National Football League 2013 | Pt | G  | V  | N | P  | GF | GS | DR  |
|  | --- | -------------------------------------- | -- | -- | -- | - | -- | -- | -- | --- |
|  | 1.  | Ba                                     | 41 | 18 | 13 | 2 | 3  | 58 | 14 | +44 |
|  | 2.  | Nadi                                   | 37 | 18 | 12 | 1 | 5  | 32 | 16 | +16 |
|  | 3.  | Suva                                   | 35 | 18 | 11 | 2 | 5  | 59 | 19 | +40 |
|  | 4.  | Lautoka                                | 31 | 18 | 8  | 7 | 3  | 38 | 23 | +15 |
|  | 5.  | Labasa                                 | 30 | 18 | 9  | 3 | 6  | 29 | 20 | +9  |
|  | 6.  | Rewa                                   | 30 | 18 | 9  | 3 | 6  | 29 | 21 | +8  |
|  | 7.  | Navua                                  | 27 | 18 | 8  | 3 | 7  | 32 | 22 | +10 |
|  | 8.  | Nadroga                                | 18 | 18 | 5  | 3 | 10 | 21 | 27 | -6  |
|  | 9.  | Tavua                                  | 4  | 18 | 1  | 1 | 16 | 15 | 85 | -70 |
|  | 10. | Savusavu                               | 3  | 18 | 0  | 3 | 15 | 11 | 77 | -66 |

### Verdetti
- Ba Campione delle Figi 2013
- Ba e  Nadi qualificate per la OFC Champions League 2013-2014
- Tavua e  Savusavu retrocesse in Premier League 2014